# Hello! Pro Kenshūsei
Die Hello! Pro Kenshūsei (ハロ!プロ研修生), zuvor unter dem Namen Hello! Pro Egg (ハロ!プロエッグ; kurz auch Kenshūsei oder KSS), sind ein Programm des Hello! Projects mit wechselnder Besetzung und bestehen aus meist jüngeren Mädchen, die mit Tanz- und Gesangsunterricht auf eine Idolkarriere vorbereitet werden sollen. Beitreten kann man der Gruppe über Castings. Das Programm wurde 2004 unter dem Namen Hello! Pro Eggs gegründet und 2012 in Hello! Pro Kenshūsei umbenannt. Nicht zu verwechseln sind sie mit den Kenkyūsei, die eine ähnliche Rolle in AKB48 einnehmen.
In der Rolle von Praktikantinnen nehmen die Hello! Pro Kenshūsei an Konzerten von aktiven Gruppen des Hello! Projects teil und sind manchmal Backgroundtänzerinnen in ihren Musikvideos. Die Hello! Pro Kenshūsei veröffentlichen aber auch selbst Musik und halten eigene Konzerte. Seit ihrer Gründung debütieren regelmäßig Mitglieder in den Hauptgruppen des Hello! Projects. Aktuell hat das Programm 10 Mitglieder. Seit Juli 2016 gibt es zudem eine Unterabteilung auf Hokkaidō, welche jedoch seit März 2021 keine Mitglieder mehr hat.

## Debütierte Mitglieder (Auszug)

### Als ganze Gruppen
- THE Possible[1]
- Kobushi Factory[2]
- Tsubaki Factory[3]
- Beyooooonds
- Eine weitere neue Gruppe, die 2021 debütieren soll und unter anderem aus der Sondergruppe Hello! Pro Kenshūsei Unit bestehen wird.

### Als Solistinnen
- Erina Mano
- Sayaka Kitahara
- Yuu Kikkawa

### In anderen Gruppen des Hello! Projects
- unter Morning Musume: Qian Lin,[4] Mizuki Fukumura,[5] Haruka Kudo,[6] Sakura Oda,[7] Maria Makino, Akane Haga,[8] Kaede Kaga, Reina Yokoyama,[9] Mei Yamazaki (aus der Hokkaido-Sparte)
- unter °C-ute: Kanna Arihara
- unter S/mileage/ANGERME: Ayaka Wada, Yūka Maeda, Kanon Fukuda, Saki Ogawa,[10] Akari Takeuchi, Rina Katsuta,[11] Mizuki Murota, Maho Aikawa, Rikako Sasaki,[12] Momona Kasahara,[13] Ayano Kawamura,[14] Haruka Ōta (aus der Hokkaido-Sparte), Rin Hashisako, Shion Tamenaga, Yuki Hirayama, Yukiho Shimoitani, Hana Goto, Momoha Nagano
- unter Juice=Juice: Tomoko Kanazawa, Sayuki Takagi, Karin Miyamoto, Aina Ōtsuka, Akari Uemura,[15] Ruru Dambara, Yume Kudo (aus der Hokkaido-Sparte), Riai Matsunaga, Ichika Arisawa, Kisaki Ebata, Sakura Ishiyama, Mifu Kawashima, Niina Hayashi
- unter Country Girls: Risa Yamaki, Manaka Inaba,[16] Nanami Yanagawa, Musubu Funaki[17]
- unter anderen Gruppen: Yui Okada in v-u-den; Miki Korenaga in Ongaku Gatas

## Diskografie

### Studioalben
| Jahr | Titel                | Höchstplatzierung, Gesamtwochen, AuszeichnungChartsChartplatzierungen (Jahr, Titel, Platzierungen, Wochen, Auszeichnungen, Anmerkungen) | Anmerkungen                                                   |
| Jahr | Titel                | JP | Anmerkungen                                                   |
| ---- | -------------------- | --- | ------------------------------------------------------------- |
| 2015 | ① Let’s say “Hello!” | JP63 (2 Wo.)JP | Erstveröffentlichung: 18. Februar 2015 Verkäufe JP: + 1.617   |
| 2018 | Rainbowx2            | JP88 (1 Wo.)JP | Erstveröffentlichung: 11. Juli 2018 Verkäufe JP: + 635        |
| 2021 | 3-Stars              | JP44 (2 Wo.)JP | Erstveröffentlichung: 29. September 2021 Verkäufe JP: + 1.913 |

### Singles
| Jahr | Titel Album                          | Höchstplatzierung, Gesamtwochen, AuszeichnungChartsChartplatzierungen (Jahr, Titel, Album, Platzierungen, Wochen, Auszeichnungen, Anmerkungen) | Anmerkungen                                                                    |
| Jahr | Titel Album                          | JP | Anmerkungen                                                                    |
| ---- | ------------------------------------ | --- | ------------------------------------------------------------------------------ |
| 2014 | Karen na Gasshoudan (可憐な合唱団) – | — | Erstveröffentlichung: 27. August 2014 zuerst verkauft im Rahmen eines Musicals |

### Videoalben
| Jahr | Titel                                                                                                   | Höchstplatzierung, Gesamtwochen, AuszeichnungChartsChartplatzierungen (Jahr, Titel, Platzierungen, Wochen, Auszeichnungen, Anmerkungen) | Anmerkungen                              |
| Jahr | Titel                                                                                                   | JP | Anmerkungen                              |
| ---- | --- | --- | ---------------------------------------- |
| 2021 | Halopro Trainee 2021 First Solo Live ~Episode Zero~ (ハロプロ研修生2021 初単独ライブ～エピソードゼロ～) | JP11 (2 Wo.)JP | Erstveröffentlichung: 15. September 2021 |